# Центральне Алентежу
Центра́льне Аленте́жу (порт. Alentejo Central; МФА: [ɐ.ɫẽ.ˈtɐj.ʒu sẽ.ˈtɾaɫ]) — економіко-статистичний субрегіон в центральній Португалії. Входить до складу Алентежу. Включає в себе частину 13 громад округу Евора і один муніципалітет округу Порталеґре. Територія — 7 227 км². Населення — 173 401 осіб. Густота населення — 24 осіб/км.

## Географія
Субрегіон межує: 
- на півночі — субреґіони Лезірія-ду-Тежу та Алту-Алентежу
- на сході — Іспанія
- на півдні — субреґіони Байшу-Алентежу та Алентежу-Літорал
- на заході — субрегіон Півострів Сетубал

## Громади
Субрегіон включає в себе 14 громад: 

### Громади округу Евора
- Аландроал
- Аррайолуш
- Борба
- Вендаш-Новаш
- Віана-ду-Алентежу
- Віла-Вісоза
- Монтемор-у-Нову
- Моран
- Портел
- Регенгуш-де-Монсараш
- Редонду
- Евора
- Ештремош

### Громади округу Порталеґре
- Созел